# Oscar W. Greenberg
Oscar Wallace Greenberg (n. 18 februarie 1932, New York City) este un fizician american, profesor la University of Maryland, College Park. Este cunoscut pentru a fi propus existența unei caracteristici a quarkurilor, denumită culoare, în același an (1964) în care quarkurile fuseseră propuse de Murray Gell-Mann și George Zweig drept constituenți ai hadronilor.